# Musée Bartholdi
Le musée Bartholdi, situé à Colmar, est un musée consacré au sculpteur Auguste Bartholdi. Labellisé musée de France, le bâtiment est labellisé Maisons des Illustres par le ministère de la Culture et de la Communication en 2011.
Dans la cour est érigé le groupe monumental en bronze Les grands Soutiens du monde (1902).

## Le musée
Le musée est sis au 30, rue des Marchands à Colmar, dans la maison natale d'Auguste Bartholdi léguée à la ville en 1907. Il abrite sur trois niveaux l'espace consacré à cet artiste emblématique du XIXe siècle pour avoir créé la statue de la Liberté et le Lion de Belfort. Le musée, inauguré le 18 novembre 1922, conserve une importante collection de sculptures, peintures, dessins, photographies d'ébauches et maquettes,.

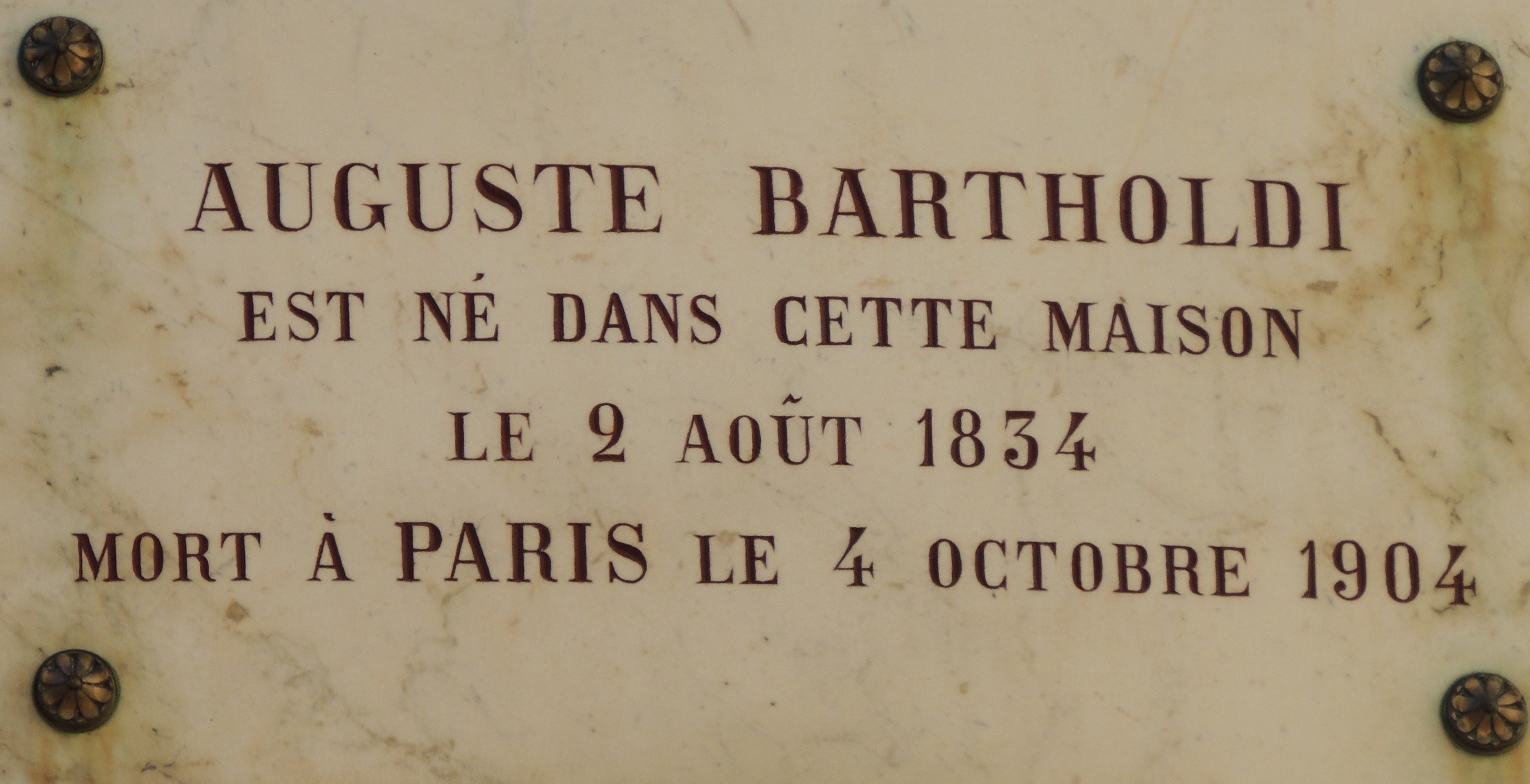
Plaque commémorative sur la maison natale d'Auguste Bartholdi.

Les deux portes du XVIIe siècle ont été inscrites sur l'inventaire supplémentaire des monuments historiques par arrêté du 18 juin 1929.

## Œuvres
- Maquettes préparatoires des monuments créés par le sculpteur à Colmar :
  - Monument au général Rapp ;
  - fontaine Roesselmann ;
  - Monument Hirn ;
  - fontaine Schwendi ;
  - Monument à Martin Schongauer ;
  - Monument à l'amiral Bruat ;
  - Statue du petit vigneron ;
  - Statue du tonnelier alsacien.
- Maquettes préparatoire du Lion de Belfort.
- Le Martyr moderne, allégorie du mythe de Prométhée symbolisant l'ultime soulèvement patriotique de la Pologne contre les tsars russes.
- Le musée Bartholdi a conservé également jusqu'en 2018 une collection d’objets témoignant de la présence d’une communauté juive bien implantée en Alsace depuis des siècles[6],[7],[8].

Œuvres d'Auguste Bartholdi au musée Bartholdi
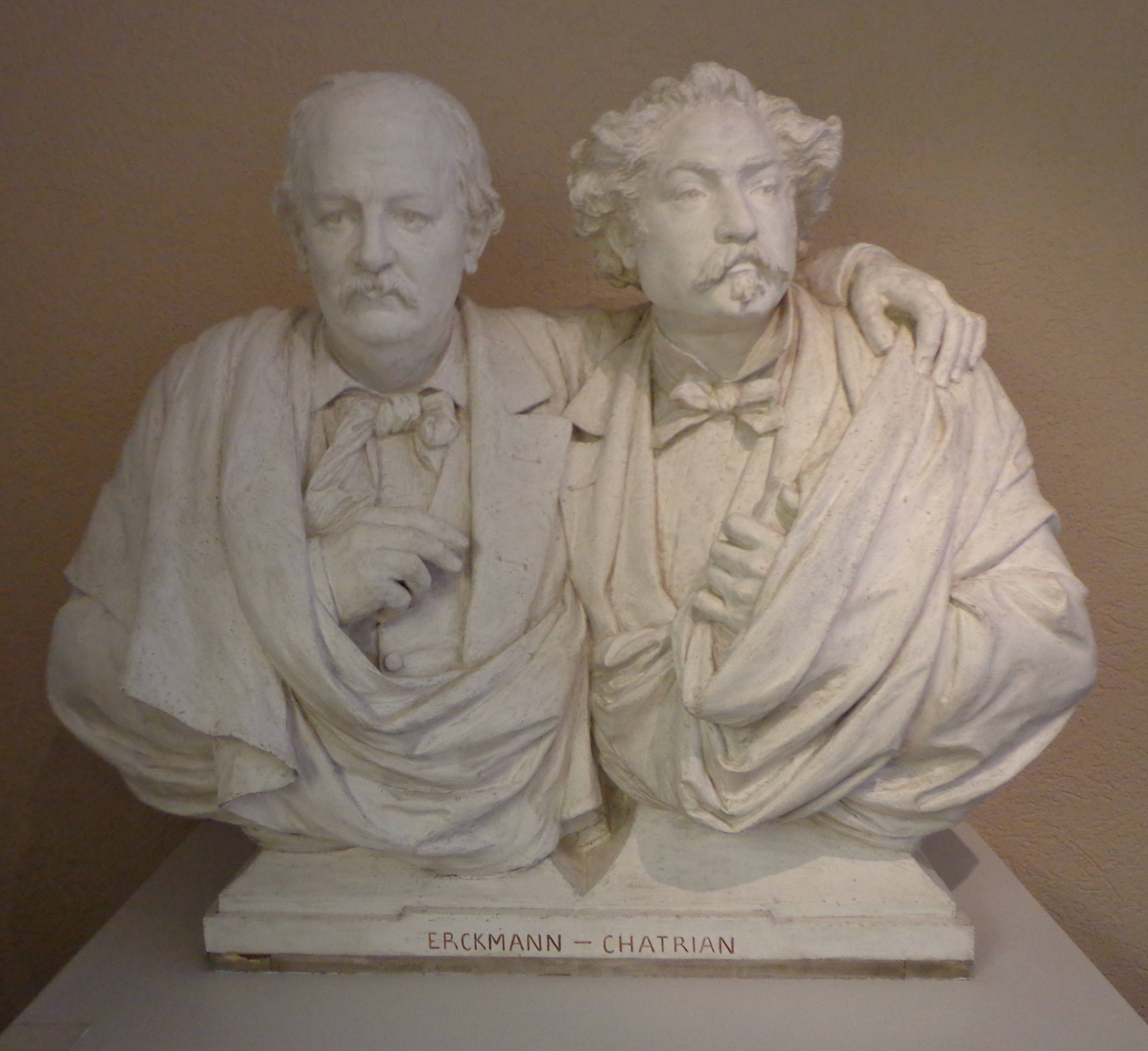
Bustes d'Émile Erckmann et Alexandre Chatrian (1872), plâtre.
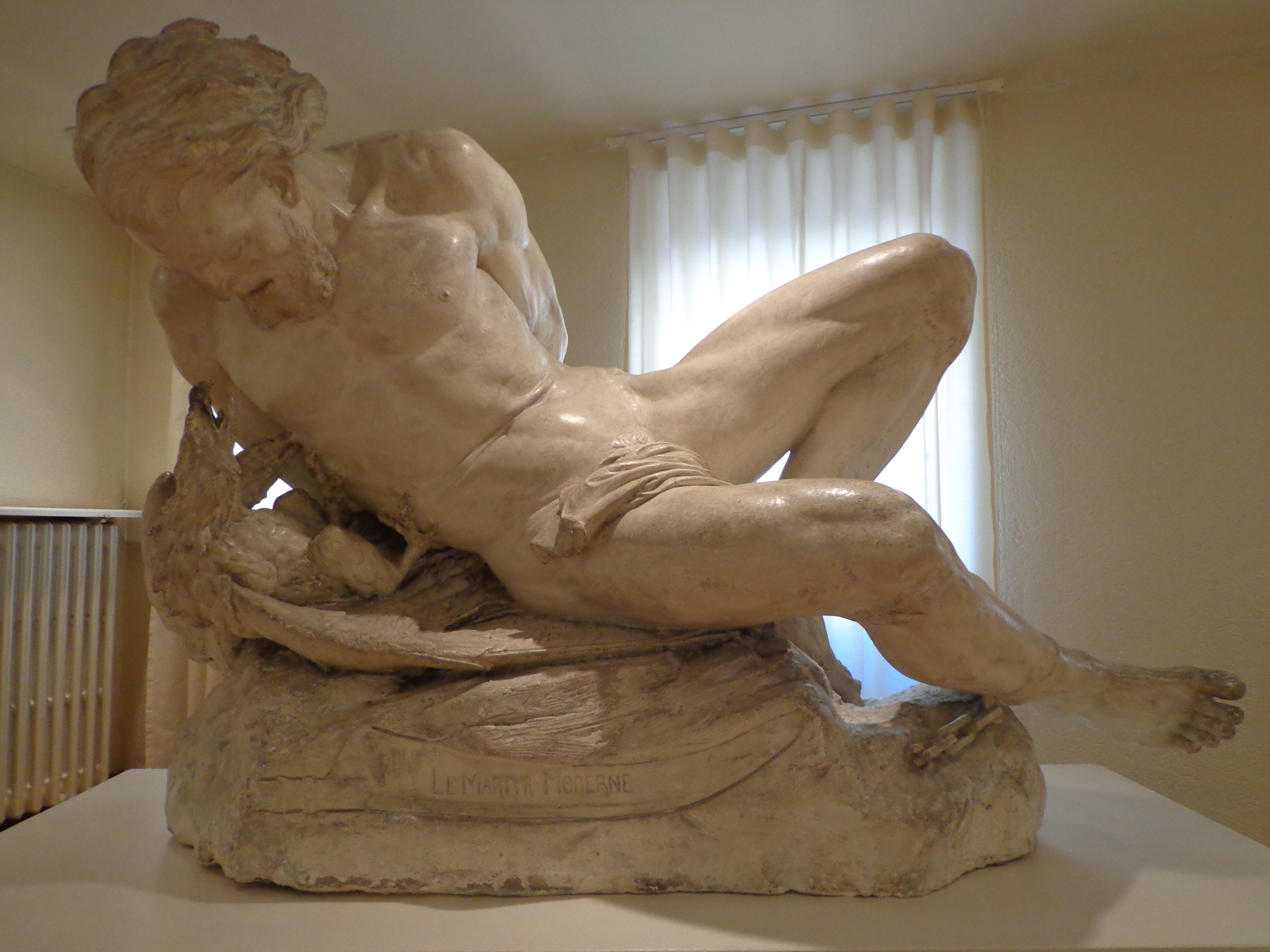
Le Martyr moderne (1874), plâtre.
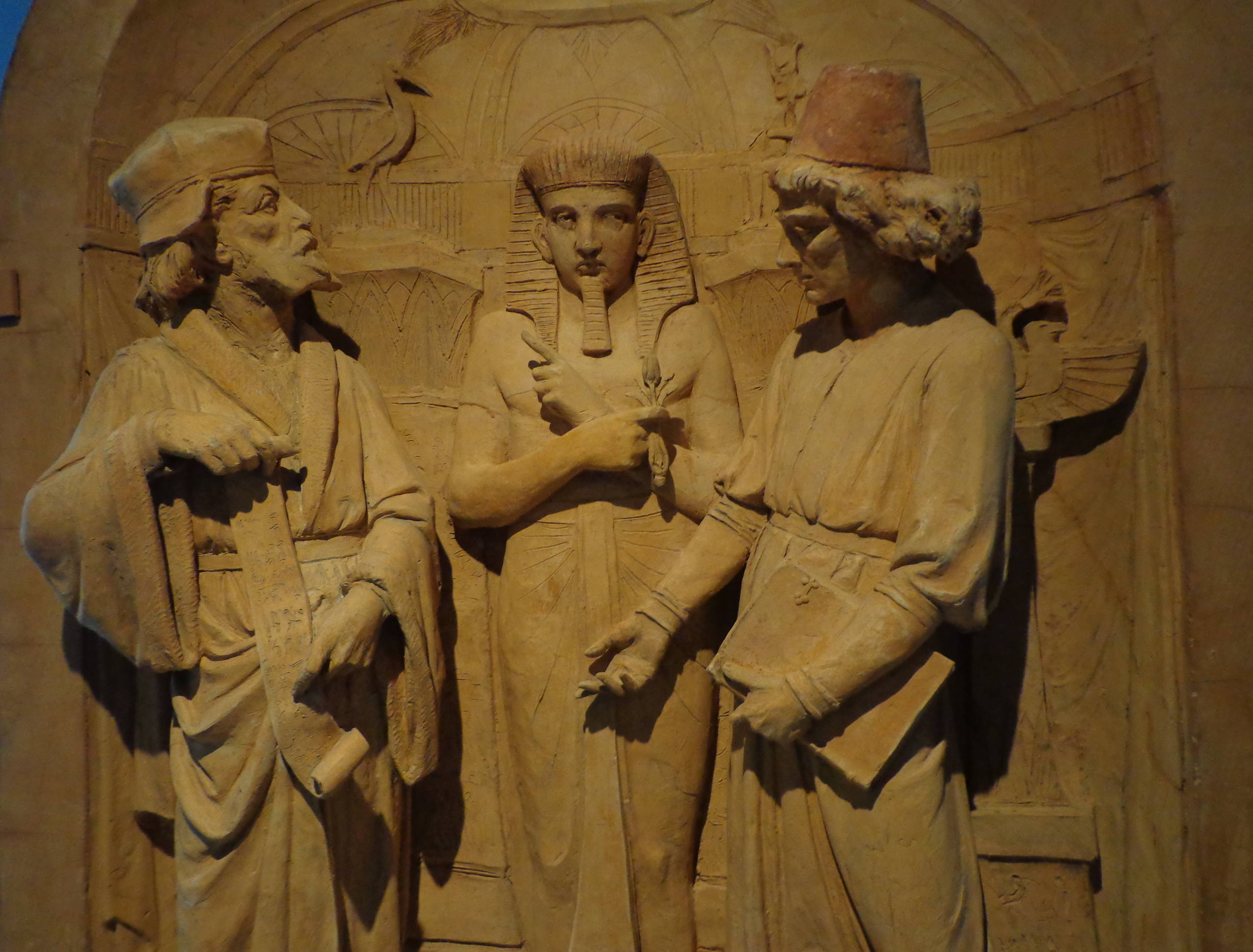
Mystères d'Isis (1874), terre cuite, détail.
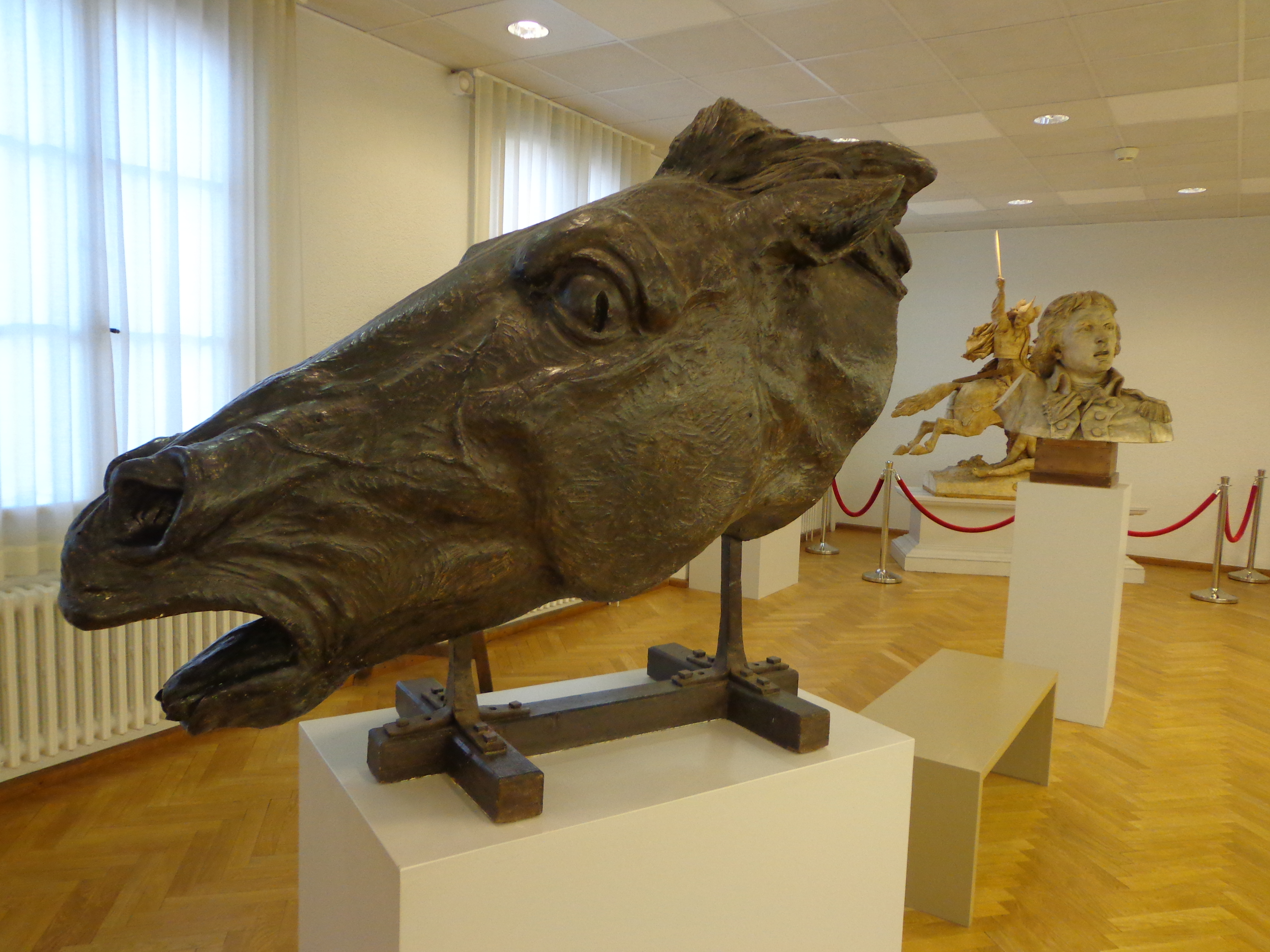
Tête de cheval grandeur réelle (1888), plâtre peint.
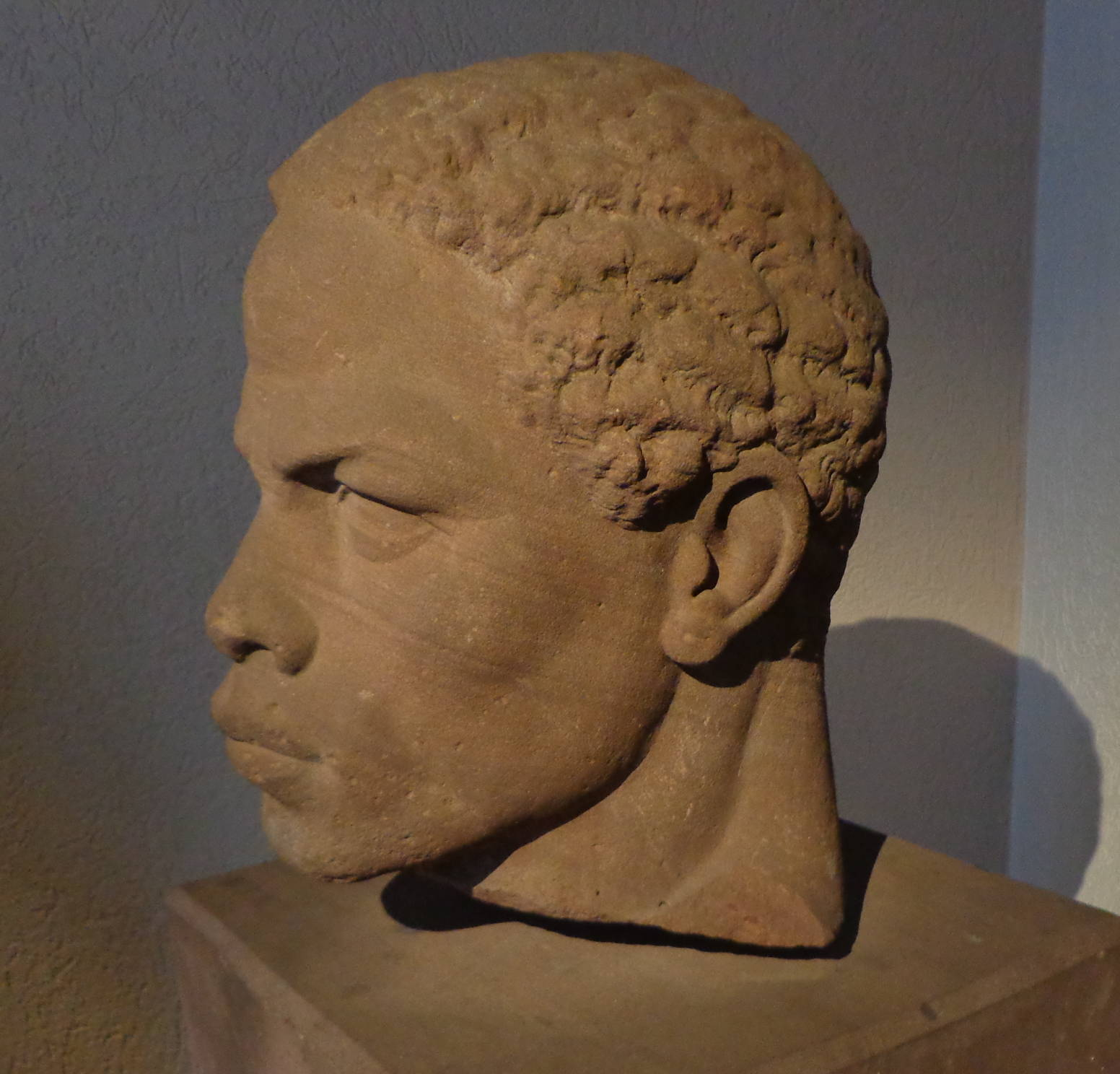
Tête de l'Afrique (1863), pierre, fragment de l'ancienne fontaine Bruat.

## Fréquentation
| 2002   | 2003   | 2004   | 2005   | 2006   | 2012   |
| ------ | ------ | ------ | ------ | ------ | ------ |
| 10 492 | 9 358  | 16 356 | 11 540 | 10 126 | 16 029 |
| 2013   | 2014   | 2015   | 2016   | 2017   | 2018   |
| 16 275 | 18 435 | 21 022 | 22 879 | 23 115 | 25 263 |
| 2019   | 2020   | 2021   |        |        |        |
| 27 333 | 6 020  | 17 701 |        |        |        |